# Gheorghe Panu
Gheorghe Panu (Iași, 1848-Bucarest, 1910) fue un periodista, político y escritor rumano.

## Biografía
Nacido el 3 o 9 de marzo de 1848 en Iași, completó sus estudios en Iași y luego, en 1875, fue enviado como becario del Estado, junto con Conta y Lambrior, a París, donde asistió a los cursos de "Hautes Études". Al regresar a Rumanía, ocupó la cátedra de Historia en el gymnasium Alexandru cel Bun de Iași, que ya ocupaba antes de su partida. Luego, saliendo de la instrucción pública, ingresó a la magistratura como primer fiscal en Iași, y en 1881 como jefe de gabinete del ministro del Interior, C. A. Rosetti.
Diputado del 4.º colegio de Iasi, cuando se realizó la revisión del art. 24 de la Constitución de 1884, relativa a la libertad de prensa, se retiró de la Cámara y pocos meses después fundó el periódico Lupta, que apareció por primera vez en Iași, tres veces por semana. Más adelante, en 1886, el periódico pasó a ser diario e imprimirse en Bucarest. Por un artículo en el que atacaba al rey Carol, Panu fue condenado a dos años de prisión, pero para evitar el castigo abandonó el país y se trasladó a París.
De regreso a Rumanía, fue elegido diputado del 2.º colegio de la Cámara y luego del 2.º colegio del Senado en todas las legislaturas hasta 1895, en representación del grupo radical. Fue reelegido senador por Galați en marzo de 1898, entonces como miembro del partido conservador. Publicó Portrete si tipuri parlamentare (1890) y Studii asupra sufragiului universal Chestia agrara, Chestia evreilor, Chestia impositelor (1890). Tras haber interrumpido su colaboración con Lupta dos años antes, fundó en 1895 el diario Zina, que cesó en 1896. Falleció el 6 de noviembre de 1910 en Bucarest.